# Поттстаун (Пенсільванія)
Поттстаун (англ. Pottstown) — місто (англ. borough) в США, в окрузі Монтгомері штату Пенсільванія. Населення — 23 433 особи (2020).

## Географія
Поттстаун розташований за координатами 40°15′3″ пн. ш. 75°38′41″ зх. д. / 40.25083° пн. ш. 75.64472° зх. д. (40.250924, -75.644754).  За даними Бюро перепису населення США в 2010 році місто мало площу 12,86 км², з яких 12,66 км² — суходіл та 0,20 км² — водойми.

### Клімат
| Клімат : Поттстаун      | Клімат : Поттстаун | Клімат : Поттстаун | Клімат : Поттстаун | Клімат : Поттстаун | Клімат : Поттстаун | Клімат : Поттстаун | Клімат : Поттстаун | Клімат : Поттстаун | Клімат : Поттстаун | Клімат : Поттстаун | Клімат : Поттстаун | Клімат : Поттстаун | Клімат : Поттстаун |
| Показник                | Січ.               | Лют.               | Бер.               | Квіт.              | Трав.              | Черв.              | Лип.               | Серп.              | Вер.               | Жовт.              | Лист.              | Груд.              | Рік                |
| Середній максимум, °C   | 3,3                | 3,9                | 10,0               | 16,1               | 22,8               | 27,2               | 30,0               | 28,3               | 25,0               | 18,9               | 11,1               | 5,0                | 16,7               |
| Середня температура, °C | −0,6               | −0,6               | 5,0                | 10,6               | 16,7               | 21,7               | 24,4               | 22,8               | 19,4               | 13,3               | 6,7                | 1,1                | 11,7               |
| Середній мінімум, °C    | −3,9               | −4,4               | 0,0                | 5,6                | 11,1               | 16,1               | 18,9               | 17,8               | 13,9               | 7,8                | 2,8                | −2,8               | 6,7                |
| Норма опадів, мм        | 84                 | 81                 | 97                 | 84                 | 107                | 97                 | 122                | 102                | 81                 | 76                 | 81                 | 84                 | 1092               |
| ----------------------- | ------------------ | ------------------ | ------------------ | ------------------ | ------------------ | ------------------ | ------------------ | ------------------ | ------------------ | ------------------ | ------------------ | ------------------ | ------------------ |
| Джерело: Weatherbase    |                    |                    |                    |                    |                    |                    |                    |                    |                    |                    |                    |                    |                    |

## Демографія
Згідно з переписом 2010 року, у селищі мешкало 22 377 осіб у 9321 домогосподарстві у складі 5502 родин. Густота населення становила 1741 особа/км².  Було 10320 помешкань (803/км²).
Расовий склад населення:
| - 72,1 % — білих - 19,5 % — чорних або афроамериканців - 0,9 % — азіатів - 0,3 % — корінних американців - 0,1 % — вихідців з тихоокеанських островів - 2,7 % — осіб інших рас |

До двох чи більше рас належало 4,4 %. Частка іспаномовних становила 8,0 % від усіх жителів.
За віковим діапазоном населення розподілялося таким чином: 23,8 % — особи молодші 18 років, 62,8 % — особи у віці 18—64 років, 13,4 % — особи у віці 65 років та старші. Медіана віку мешканця становила 36,1 року. На 100 осіб жіночої статі у селищі припадало 92,1 чоловіків;  на 100 жінок у віці від 18 років та старших — 88,1 чоловіків також старших 18 років.
Середній дохід на одне домашнє господарство  становив 53 934 долари США (медіана — 43 075), а середній дохід на одну сім'ю — 65 178 доларів (медіана — 55 176). Медіана доходів становила 42 378 доларів для чоловіків та 35 769 доларів для жінок. За межею бідності перебувало 21,7 % осіб, у тому числі 34,2 % дітей у віці до 18 років та 9,7 % осіб у віці 65 років та старших.
Цивільне працевлаштоване населення становило 10 737 осіб. Основні галузі зайнятості: освіта, охорона здоров'я та соціальна допомога — 25,9 %, роздрібна торгівля — 15,2 %, виробництво — 11,6 %, науковці, спеціалісти, менеджери — 10,2 %.